# Flip chip

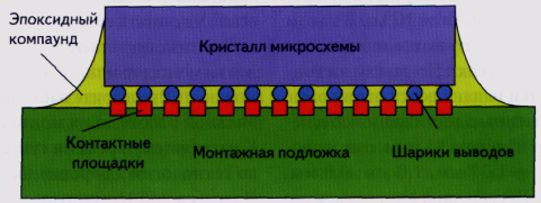
Монтаж кристалла по технологии flip chip

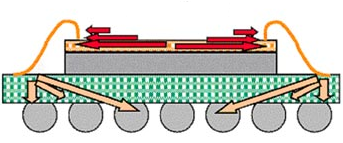
Проволочный монтаж кристалла на промежуточную подложку

Flip chip (монтаж методом перевёрнутого чипа) — метод корпусирования интегральных схем, при котором кристалл микросхемы устанавливается на выводы, выполненные непосредственно на его контактных площадках, которые расположены по всей поверхности кристалла микросхемы.
Технология flip chip (по сравнения с традиционным проволочным монтажом) стала настоящим прорывом, позволившим добиться уменьшения габаритов и улучшения характеристик изделий, значительно снизить омическое сопротивление и индуктивность контактных соединений, что существенно при работе на высоких частотах.

## Термины
Бамп (bump) — контактная площадка, вынесенная на поверхность кристалла микросхемы.
Ячейка ввода-вывода — элемент микросхемы, осуществляющий передачу входных (выходных) сигналов к схеме и от неё.
Микросварка проволочных выводов — способ соединения периферийных контактных площадок кристалла с внешними выводами корпуса с помощью проволочных проводников.

## С точки зрения топологического проектирования

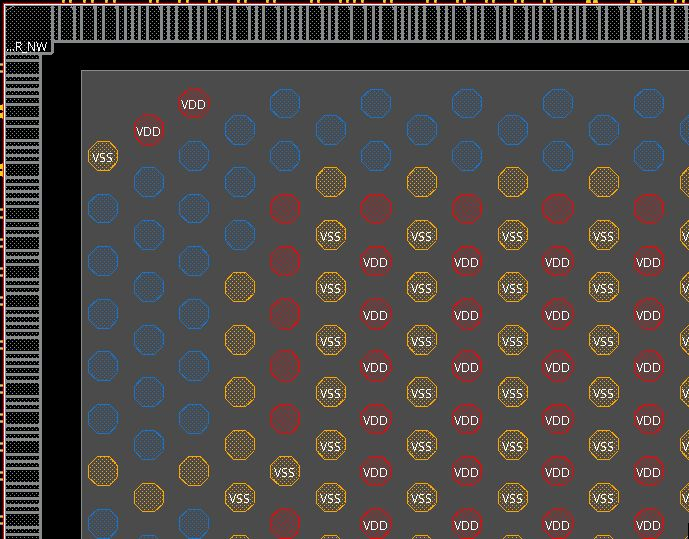
Часть кристалла с бампами, размещенными по всей площади

Включение современных СБИС в электронную аппаратуру производится через ячейки ввода-вывода. Каждая ячейка ввода-вывода соединяется с контактной площадкой (бампом), которые соединяются с внешними выводами корпуса микросхемы. 
Ячейки ввода-вывода делятся на сигнальные, которые используются для передачи цифровых сигналов, и ячейки земли/питания. При использовании технологии flip chip линии питания кристалла подключается непосредственно к бампам. Поэтому ячейки земли/питания ввода-вывода обеспечивают землю и питание исключительно для сигнальных ячеек. 
Для того, чтобы осуществить монтаж кристалла по технологии flip chip, необходимо разместить бампы по всей площади кристалла; данная технология позволяет размещать ячейки ввода-вывода не только по периметру кристалла, но и внутри него.
Бампы делятся на сигнальные, бампы земли/питания ядра микросхемы и бампы земли/питания ячеек ввода-вывода. 
Сигнальные бампы и бампы земли/питания ячеек ввода-вывода подключаются к соответствующим ячейкам ввода-вывода по кратчайшему пути в самых верхних слоях металлизации; 
бампы земли/питания ядра подключаются к шине питания кристалла. 
Общее количество бампов ограничено корпусом микросхемы и возможностями трассировки на этапе корпусирования. Количество сигнальных бампов равно количеству сигнальных ячеек ввода-вывода, оставшиеся отводятся под питание. 

## Преимущества технологии flip chip по сравнению с wire bonding
1. Более равномерное распределение питания по кристаллу;
2. Лучший отвод тепла от кристалла;
3. Большая гибкость в размещении ячеек ввода-вывода по кристаллу;
4. Меньшая длина межсоединений, а, следовательно, более компактные размеры и более высокая производительность устройств[3].

## Реализация
Бампы кристалла спаиваются с контактными площадками корпуса с помощью специальных шариков припоя, которые оплавляются под действием горячего воздуха.
